# Himmel, Scheich und Wolkenbruch
Himmel, Scheich und Wolkenbruch ist eine deutsche Filmkomödie aus dem Jahre 1978 mit dem Briten Peter Wyngarde (Department S) in einer Hauptrolle.

## Handlung
Franz Xaver Oberholzer, ein Tiroler Gastwirt und Familienvater aus dem Stubaital, will nach einem gewonnenen Preisausschreiben des „Rosa Blatts“ eine Traumreise in den Orient mit dem Passagierschiff SS Calypso antreten. Zielort soll ein Ölscheichtum mitten in der Wüste sein. Da Frau Oberholzer ihrem Mann, einem ausgemachten Hallodri, nicht so recht über den Weg traut, schickt sie seinen Sohn, Franz Xaver, genannt „Franzl“, mit auf die Reise, auf dass er ein waches Auge auf den Herrn Papa habe. Gleich auf dem Schiff verliebt sich jedoch nicht der Alte, sondern Franzl in eine junge Dame, und zwar in Barbara Ziebitz, von allen nur „Babsi“ genannt, die Tochter eines Völkerkundlers.
Zwischen den beiden entwickelt sich bereits an Bord eine Romanze, die sie, in Arabien angekommen, vor Ort fortsetzen. Oberholzer senior hingegen stolpert wie sein Filius bald vor Ort von einem Abenteuer in das Nächste, bei dem drei pikfein gekleidete, mörderische Ganoven ebenso wie zwei waschechte Scheichs ihren Anteil haben. Es kommt zu allerlei Verwechslungen und einem Auftritt in einem skurrilen Kostümball. Schließlich schlägt Scheich Al-Abdullah Oberholzer junior bei einer Wasserpfeife sogar vor, ihn zu seinem Nachfolger zu machen. Doch es kommt ganz anders. Für Franzl und Babsi endet die ganze Aufregung im großen Glück, und zum Schluss findet man sich wieder in Tirol ein, wo die beiden heiraten.

## Produktionsnotizen
Himmel, Scheich und Wolkenbruch entstand an 39 Tagen zwischen dem 2. September und dem 10. Oktober 1978 an den Drehorten Rotterdam, Casablanca, Lissabon, dem Stubaital und auf der SS Calypso. Nach seiner Fertigstellung im Dezember 1978 lief der Film am 26. Januar 1979 in drei süddeutschen Städten an. Später erhielt der Streifen den neuen Titel Traumschiff nach Casablanca.

## Kritiken
„Das ist natürlich nichts weiter als ein kleiner Juxfilm, bei dem man den Inhalt vergessen kann.“

„Stumpfsinniger, primitiver Schwank.“

„Unsäglicher deutscher Komödienversuch, in dem der Humor auf einer Orient-Kreuzfahrt Schiffbruch erleidet.“